# Josef Reither
Josef Reither (* 26. Juni 1880 in Langenrohr (Niederösterreich); † 30. April 1950 in Tulln) war ein österreichischer Politiker (CS, VF, ÖVP).

## Leben
Josef Reither war Bauer und Mitglied der Christlichsozialen Partei. Im Alter von 27 Jahren hat er die Raiffeisenkasse Langenrohr mitgegründet, 1908 ist er in den Gemeinderat eingezogen und von 1912 bis 1925 war er Bürgermeister von Langenrohr. Zuerst Funktionär bei der Niederösterreichischen Landwirtschaftskammer wurde er 1925 deren Präsident bis zum „Anschluss“ Österreichs und wurde es wieder 1945 bis 1949. Er war Obmann des niederösterreichischen Bauernbundes ab 1928. Im Kabinett Schuschnigg I war er vom 29. Juli 1934 bis 17. Oktober 1935 Minister für Land- und Forstwirtschaft.
Von 1931 bis 1932 und 1933 bis 1938 war Reither Landeshauptmann von Niederösterreich. Während seiner Zeit als Minister war sein Stellvertreter Eduard Baar-Baarenfels geschäftsführender Landeshauptmann. Während der Zeit des autoritären Ständestaats war er auch Mitglied des Länderrats und des Bundestags.
Zudem saß Reither ab 1931 unter anderem im Aufsichtsrat des Rüstungskonzerns Skoda-Wetzler. Von 24. Februar 1938 bis zum „Anschluss“ war er Landesführer der niederösterreichischen Vaterländischen Front.
Nach dem „Anschluss“ wurde er 1938 ins Konzentrationslager Dachau eingewiesen und dort im Juli 1941 wieder entlassen. Da er von den Beteiligten des 20. Juli 1944 als Politischer Beauftragter im Wehrkreis XVII (Wien) benannt worden war, wurde er zwei Tage nach dem gescheiterten Attentat in Wien festgenommen. Zunächst wurde er ins KZ Ravensbrück verbracht und von dort in das Zellengefängnis Lehrter Straße überstellt. Reither überlebte und begab sich im Sommer 1945 wieder nach Österreich.
Nach dem Krieg wurde Reither 1945 wieder Landeshauptmann und blieb es bis 1949. Zudem hatte er zwischen 1945 und 1949 das Amt des Klubobmanns des ÖVP-Landtagsklubs inne.
Er war Ehrenmitglied der katholischen Studentenverbindungen K.Ö.St.V. Aggstein St. Pölten im MKV und K.Ö.H.V. Franco-Bavaria Wien im ÖCV sowie Mitglied der Freiwilligen Feuerwehr.

## Ehrungen

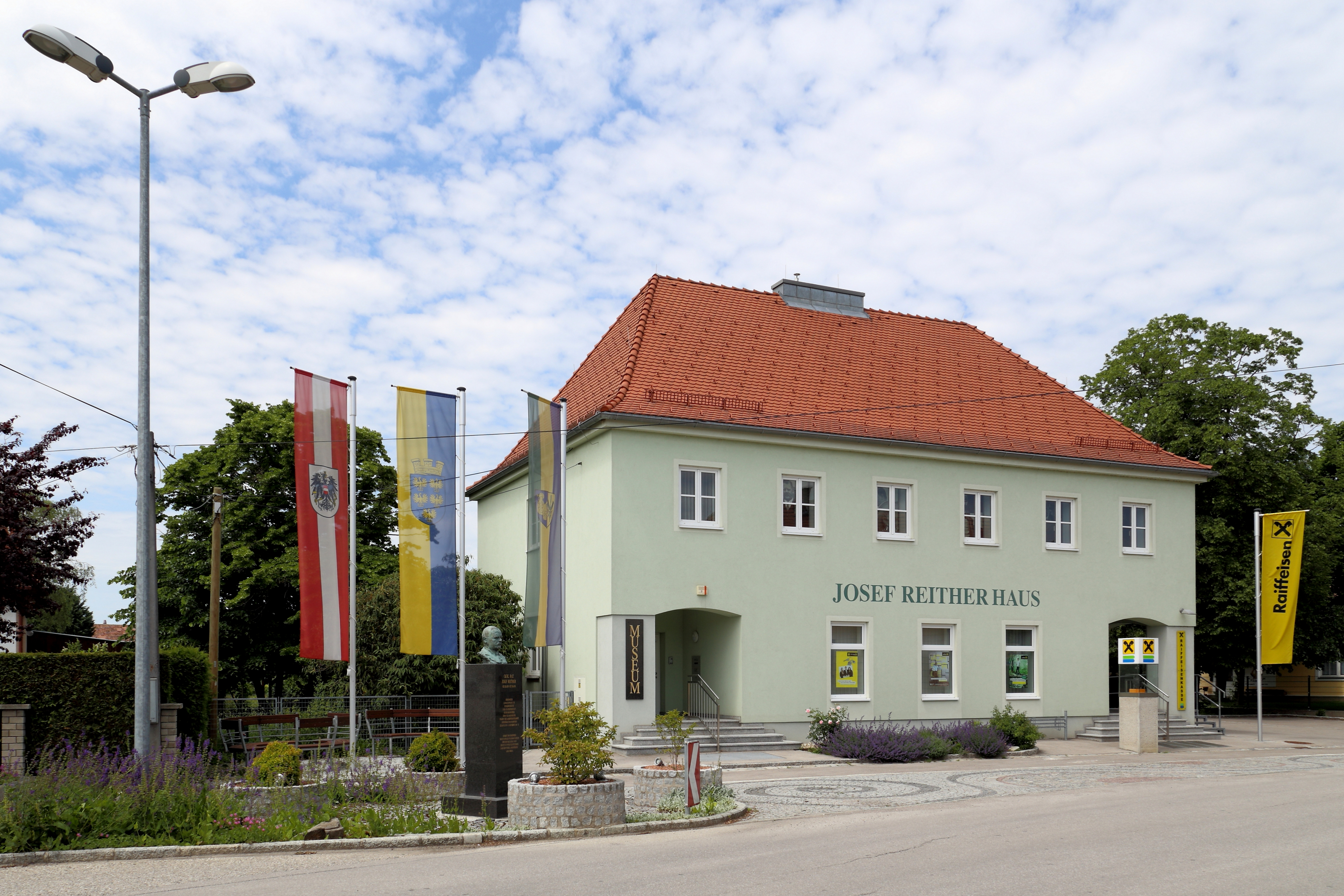
Das im Oktober 2013 eröffnete Josef Reither-Museum in Langenrohr

Anlässlich seines Ausscheidens aus der Regierung wurde Reither 1935 das Großkreuz des österreichischen Verdienstordens verliehen.
Im Oktober 2013 wurde in Langenrohr das Josef Reither-Museum eröffnet, das im ersten Stock des Gebäudes der Raiffeisenbankstelle Langenrohr eingerichtet ist. Auf einer Fläche von 120 Quadratmetern wird das Leben und Wirken des langjährigen Landeshauptmannes von Niederösterreich dokumentiert. Zusätzlich wurde links vor dem Museum eine Josef Reither-Büste enthüllt.